# Royal Air Force Servicing Commandos
Royal Air Force Servicing Commandos (RAFSC) − specjalnie przeszkolone oddziały obsługi naziemnej Royal Air Force z czasów II wojny światowej, przeznaczone do zajmowania lotnisk wroga, adaptacji własnych lotnisk polowych oraz obsługi samolotów w warunkach bojowych, w pobliżu linii frontu. Podlegały operacyjnej kontroli Dowództwa Operacji Połączonych.
W styczniu 1942 roku w memorandum przesłanym do War Office Szef Operacji Połączonych lord Louis Mountbatten zarekomendował stworzenie oddziałów Royal Air Force Servicing Commandos (RAFSC). Ich rekrutujący się z obsługi naziemnej RAF członkowie mieli lądować wraz z oddziałami inwazyjnymi, a następnie, podążając za nimi, zapewniać samolotom RAF obsługę na pierwszej linii frontu do czasu przybycia właściwego personelu naziemnego. Do podstawowych zadań RAFSC należało: zajęcie i adaptacja lotnisk nieprzyjaciela, przystosowanie do użytku własnych nowo wybudowanych lotnisk polowych, obsługa samolotów w warunkach bojowych na bliskim zapleczu frontu, a w razie potrzeby obrona lotniska przed kontratakami nieprzyjaciela i jego szybka ewakuacja.
Początkowe szkolenie odbywało się w szkockim Inveraray. Obejmowało jazdę pojazdami, pływanie wpław, desant morski i obsługę broni. Po jego ukończeniu kursanci, zanim dostawali przydział do oddziału, przez kilka miesięcy zapoznawali się z obsługą naziemną różnych typów samolotów takich jak Spitfire, Typhoon, Mustang i Mosquito.
W sumie w latach 1942−1943 stworzono piętnaście około 150-osobowych oddziałów „servicing commando”, każdy podzielony na cztery eskadry (flights) − dwanaście w Wielkiej Brytanii i trzy w Egipcie. Trzy mniejsze oddziały (parties) powstały w Indiach. Servicing commando miało być niezwykle mobilne i podążać za szybko posuwającą się linią frontu. W tym celu wyposażone było w piętnaście 3-tonowych ciężarówek Bedford, jeepa i motocykl. Jego członkowie byli uzbrojeni w karabiny powtarzalne i pistolety maszynowe Sten, a także jeden karabin maszynowy Bren na eskadrę.
RAFSC brały udział w walkach w Północnej Afryce, na Sycylii, Półwyspie Apenińskim, Normandii i Prowansji. Po operacji Overlord cztery commanda zostały przeniesione na Daleki Wschód, gdzie miały wziąć udział w inwazji na Malaje, ostatecznie odwołanej z powodu kapitulacji Japonii. W 1946 roku oddziały RAFSC zostały rozwiązane. Ich tradycje kultywuje współczesne RAF Tactical Supply Wing.